# Mama (Album)
Mama ist das zweite Soloalbum des deutschen Rappers MoTrip. Es erschien am 19. Juni 2015 über das Label Universal Music als Standard- und Limited-Deluxe-Edition, inklusive Bonus-EP, Instrumentals, T-Shirt, Reimbuch, Sticker und Poster.

## Produktion
Der größte Teil des Albums wurde von dem Musikproduzenten-Duo David Ruoff und ELI produziert.

## Covergestaltung
Das Albumcover zeigt einen schwarz gedruckten Text auf weißem Hintergrund, der mit dem Wort Mama beginnt. Die anderen Wörter sind schwarz bzw. rot durchgestrichen, mit Ausnahme des Wortes MoTrip. Die Textstelle stammt aus dem Lied Gegenwart und umfasst sowohl die letzten sechs Zeilen der Hauptstrophe, als auch den Refrain.

## Gastbeiträge
Auf sechs Liedern des Albums sind neben MoTrip andere Künstler vertreten. So ist der Rapper Haftbefehl im Titelsong Mama zu hören, während Sido einen Gastauftritt beim Track Kaltes Wasser besitzt. Die Sängerin Lary unterstützt MoTrip bei So wie du bist. Das Stück Lauf der Zeit ist eine Kollaboration mit den Rappern Azad und Manuellsen. Zudem sind MoTrips Bruder Elmo (auf Hype) und der Rapper Samy Deluxe (bei Fan) auf dem Album vertreten.
Des Weiteren sind auf fünf Liedern der Alien-EP der Deluxe-Edition andere Künstler zu hören. Angekommen ist eine Kollaboration mit Aki, Biso und Mighty Mike, während MoTrips langjährige Weggefährten JokA und Silla im Song Universal vertreten sind. Die Rapper Ali As und Fabian Römer unterstützen MoTrip auf den Titeln Muhammad Ali bzw. Angst. Außerdem hat die Sängerin Lito bei Zuhause ist wir einen Gastbeitrag.

## Titellisten
| #  | Titel                     | Gastbeiträge        | Länge |
| -- | ------------------------- | ------------------- | ----- |
| 1  | David gegen Goliath       |                     | 4:09  |
| 2  | Mathematik                |                     | 3:53  |
| 3  | Wie ein Dealer            |                     | 3:05  |
| 4  | Trip                      |                     | 2:35  |
| 5  | Wut                       |                     | 2:57  |
| 6  | Hype                      | Elmo                | 3:41  |
| 7  | Fan                       | Samy Deluxe         | 2:36  |
| 8  | Kaltes Wasser             | Sido                | 3:12  |
| 9  | Lauf der Zeit             | Azad und Manuellsen | 3:59  |
| 10 | Mama                      | Haftbefehl          | 3:14  |
| 11 | Malcolm mittendrin        |                     | 4:15  |
| 12 | Wenn die Sonne tief steht |                     | 3:31  |
| 13 | Selbstlos                 |                     | 3:57  |
| 14 | So wie du bist            | Lary                | 4:28  |
| 15 | Bevor ich geh             |                     | 3:29  |
| 16 | Gegenwart                 |                     | 3:18  |

| #  | Titel                     | Gastbeiträge        | Länge |
| -- | ------------------------- | ------------------- | ----- |
| 1  | David gegen Goliath       |                     | 4:09  |
| 2  | Mathematik                |                     | 3:53  |
| 3  | Wie ein Dealer            |                     | 3:05  |
| 4  | Trip                      |                     | 2:35  |
| 5  | Lauf der Zeit             | Azad und Manuellsen | 3:59  |
| 6  | Mama                      | Haftbefehl          | 3:14  |
| 7  | Malcolm mittendrin        |                     | 4:15  |
| 8  | So wie du bist            | Lary                | 4:28  |
| 9  | Kaltes Wasser             | Sido                | 3:12  |
| 10 | Hype                      | Elmo                | 3:41  |
| 11 | Selbstlos                 |                     | 3:57  |
| 12 | Wenn die Sonne tief steht |                     | 3:31  |
| 13 | Wut                       |                     | 2:57  |
| 14 | Fan                       | Samy Deluxe         | 2:36  |
| 15 | Bevor ich geh             |                     | 3:29  |
| 16 | Gegenwart                 |                     | 3:18  |

Alien-EP der Limited-Deluxe-Edition:
| # | Titel                | Gastbeiträge              | Länge |
| - | -------------------- | ------------------------- | ----- |
| 1 | Alien                |                           | 3:31  |
| 2 | Universal            | JokA und Silla            | 4:00  |
| 3 | Versus               |                           | 3:34  |
| 4 | Muhammad Ali         | Ali As                    | 3:07  |
| 5 | Roter Faden          |                           | 3:12  |
| 6 | Zuhause ist wir      | Lito                      | 3:06  |
| 7 | Angst                | Fabian Römer              | 4:06  |
| 8 | Angekommen           | Aki, Biso und Mighty Mike | 3:48  |
| 9 | Zurück zu mir selbst |                           | 1:09  |

## Chartplatzierungen und Singles
Mama stieg am 26. Juni 2015 auf Platz 3 in die deutschen Albumcharts ein, was für MoTrip den bisher höchsten Charterfolg darstellt. Es konnte sich 16 Wochen in den Top 100 halten. In den deutschen Jahrescharts 2015 belegte der Tonträger Rang 66.
Am 8. Mai 2015 wurde der Song Mathematik, zu dem ein Tag vorher ein Musikvideo erschien, als Single zum Download ausgekoppelt. Weitere Singles folgten mit Trip und Wie ein Dealer am 5. bzw. 16. Juni 2015. Das Lied So wie du bist wurde nicht offiziell als Single veröffentlicht, stieg aber aufgrund hoher Downloadzahlen zunächst bis auf Platz 51 in den deutschen Charts. Nachdem der Song als Hintergrundmusik für einen Werbespot von Beats by Dre mit Bastian Schweinsteiger als Hauptakteur genutzt wurde, stieg der Song sogar bis auf Platz 3 und erhielt später für mehr als 400.000 verkaufte Einheiten eine Platin-Schallplatte. Ein Video zu So wie du bist, in dem Lena Meyer-Landrut mitspielt, erschien am 20. Juli 2015. Am 1. Oktober bzw. 16. November 2015 wurden außerdem Musikvideos zu den Liedern Mama und Selbstlos veröffentlicht. Zudem erschien am 19. Februar 2016 ein Video zum Lied Versus, das auf der Bonus-EP enthalten ist.

## Rezeption
| Professionelle Bewertungen | Professionelle Bewertungen |
| Kritiken                   | Kritiken                   |
| Quelle                     | Bewertung                  |
| -------------------------- | -------------------------- |
| laut.de                    | [ 7 ]                      |
| Backspin                   | [ 8 ]                      |
| rappers.in                 | [ 9 ]                      |
| hhv-mag.de                 | [ 10 ]                     |

- Das Online-Magazin laut.de gab dem Album vier von möglichen fünf Punkten und hob vor allem die Texte und Atmosphäre der Lieder hervor:

„Perfektionismus und hohe Ansprüche an sich selbst gestalteten den Entstehungsprozess zwar sicher nicht einfach. Doch das Resultat knüpft in seiner Mischung aus Selbstbewusstsein und Nachdenklichkeit nahtlos an den Vorgänger an und legt sogar noch eine Schippe drauf. Das Beachtlichste ist, dass man "Mama" den zweifellos mühseligen Arbeitsaufwand in keiner Weise anhört. Der Aachener trägt verschachtelte Reimstafetten leichtfüßig vor, verpackt die Geschichten in unzählige Sprachbilder und versprüht im Vorbeigehen sein sympathisches Charisma. […] "Mama" mag kein perfektes Album sein, aber der Protagonist glänzt mit seinem Gespür für die richtigen Worte, Flow, Stimmeinsatz, Beatauswahl sowie Vielseitigkeit und lässt dabei einige Kollegen alt aussehen.“

- Aria Nejati von Hiphop.de sieht das Album als wichtigen Schritt innerhalb der deutschen Hiphop-Kultur an. MoTrip würde die Wurzeln von deutschem Rap „tief genug schlagen, damit die Kultur nicht aus den Fugen gerät“. Das Album sei „eine Abrechnung mit der Szene, ein Ventil für Frust und Ärger über alles, was seit Embryo geschehen“ sei. Bei der vermittelten Mentalität mache MoTrip „so gut wie nie Fehler“ und verleihe „seinem Appell nach mehr Substanz und Ernsthaftigkeit auch einen aufrichtigen und glaubhaften Unterbau“.[12]
- Für rap.de schrieb Oliver Marquart, es handele sich um „ein gut durchkomponiertes Album, das nie konstruiert“ wirke und folge „einem roten Faden, der freilich lose genug gesponnen ist, dass keine Monotonie aufkommt“. Die Instrumentale seien außerdem „nicht zu aufdringlich“ und ließen „MoTrip genügend Platz, um seine Skills zur Geltung kommen zu lassen“.[13]
- Sven Aumiller von MZEE.com lobte auf dem Album vor allem die textliche Tiefe MoTrips:

„Insgesamt zeigt ‚Mama‘ eindrucksvoll, wie man technisch beeindruckenden Battlerap mit authentischen Lyrics koppeln kann. Wenn man dann noch so versiert rappt wie der Aachener, wird wieder einmal deutlich, dass sich Warten am Ende eben doch lohnen kann. Für die Zukunft kann man MoTrip nach dem Hören seines zweiten Albums eigentlich nur einen Rat geben, den er doch selbst schon so verinnerlicht hat: ‚Lass die ander’n sich verändern und bleib so wie du bist.‘“